# Serrinha dos Pintos
Serrinha dos Pintos è un comune del Brasile nello Stato del Rio Grande do Norte, parte della mesoregione dell'Oeste Potiguar e della microregione di Umarizal.